# 12.º Ejército (Alemania)
El 12.º Ejército (en alemán: 12. Armee) fue un ejército de campo de la II Guerra Mundial de la Wehrmacht (Alemania).

## Historia
El 12.º Ejército fue activado el 13 de octubre de 1939 con el General Wilhelm List al mando. Viendo primero acción defensiva junto a la Línea Sigfrido, el ejército estuvo involucrado en la invasión y ocupación de Francia. El ejército fue después resituado en Rumania como parte de la ofensiva del eje en los Balcanes.
En febrero de 1941, un acuerdo entre el mariscal de campo Wilhelm List y el Estado Mayor General búlgaro permitió el paso de tropas alemanas. En la noche del 28 de febrero, unidades del ejército alemán cruzaron el Danubio desde Rumania y tomaron posiciones estratégicas en Bulgaria.
El 6 de abril, unidades del 12.º Ejército avanzaron hacia Yugoslavia y Grecia. Los yugoslavos se derrumbaron primero. Pero, después de seis meses de lucha con los italianos, los griegos no pudieron hacer frente a las 15 divisiones del 12.º Ejército, cuatro de ellas blindadas.
Los británicos por consiguiente enviaron cuatro divisiones desde Libia para ayudar a los griegos pero, como los griegos, fueron abrumados por los ataques de los panzer y Luftwaffe alemanes. Los ejércitos del norte griegos se rindieron a los alemanes el 23 de abril. Cuatro días después tanques alemanes entraron en Atenas e izaron la esvástica en la Acrópolis.
El 12.º Ejército se convirtió en el Grupo de Ejércitos E (Heeresgruppe E) el 1 de enero de 1943.
El 12.º Ejército fue reconstituido en el frente occidental cerca del río Elba el 10 de abril de 1945. A las órdenes del General Walther Wenck, el 12.º Ejército hizo el último intento del Ejército alemán para aliviar al Führer alemán Adolf Hitler en el sitio de la capital germana en la batalla de Berlín. Aunque con éxito alcanzó Potsdam, el 12.º Ejército fue detenido por fuerzas numéricamente superiores soviéticas del Ejército Rojo y le obligaron a abandonar los esfuerzos de liberar Berlín. El 12.º Ejército después enlazó con los restos del diezmado 9.º Ejército del General Theodor Busse al sur de Beelitz y, en la confusión del avance soviético, proporcionó un corredor al oeste para soldados y refugiados para alcanzar y cruzar el puente parcialmente destruido sobre el río Elba en Tangermünde y rendirse a fuerzas estadounidenses entre el 4 de mayo y el 7 de mayo de 1945.

## Comandantes
| N.º | Retrato | Comandante                                         | Desde                 | Hasta                   |
| --- | ------- | -------------------------------------------------- | --------------------- | ----------------------- |
| 1   |         | Generaloberst Wilhelm List (1880-1971)             | 13 de octubre de 1939 | 29 de octubre de 1941   |
| 2   |         | General der Pioniere Walter Kuntze (1887-1952)     | 29 de octubre de 1941 | 2 de julio de 1942      |
| 3   |         | Generaloberst Alexander Löhr (1885-1947)           | 3 de julio de 1942    | 31 de diciembre de 1942 |
| 4   |         | General der Panzertruppe Walther Wenck (1900-1982) | 10 de abril de 1945   | 7 de mayo de 1945       |